# 中華民國—英國關係
中華民國與大不列顛及北愛爾蘭聯合王國（通稱英國、不列顛、聯合王國）於1913—1950年有官方外交關係，斷交後，英國仍維持駐淡水領事館並派遣外交官執掌領事館館務，直至1972年3月英國與中华人民共和国升格為大使級外交關係而撤館，後均在對方首都互設具大使館功能的代表機構。
2009年，英國首開先例，成為首個對台免除短期觀光簽證的西方國家，並致使歐盟其他國家跟進:265。英國政府高度評價台灣的政治民主化成就，並列為強化經貿關係的新興市場，除了增派駐臺人員，也積極發展與台灣除官方外交關係外的各項領域交流與合作。

## 歷史

### 北洋政府
1911年，辛亥革命时期，英国駐大清公使朱邇典支持袁世凯东山再起。
1912年，中華民國成立後，向英國派駐外交代表，由前清廷出使英國欽差大臣劉玉麟續任。
1913年10月6日，英國外交承認中華民國北洋政府，於首都倫敦設立中華民國駐大不列顛及愛爾蘭聯合王國公使館（1927年，變更國號為大不列顛及北愛爾蘭聯合王國）、於首都北京設立大不列顛暨愛爾蘭聯合王國駐中華民國公使館，並互派公使。中華民國公使由原外交代表劉玉麟升任、英國公使由駐前大清公使朱邇典續任。
1925年，發生英軍射殺中國人的沙基慘案，廣東軍政府號召粵港兩地逕行罷工示威，並對香港進行封鎖，是為省港大罷工。

### 國民政府

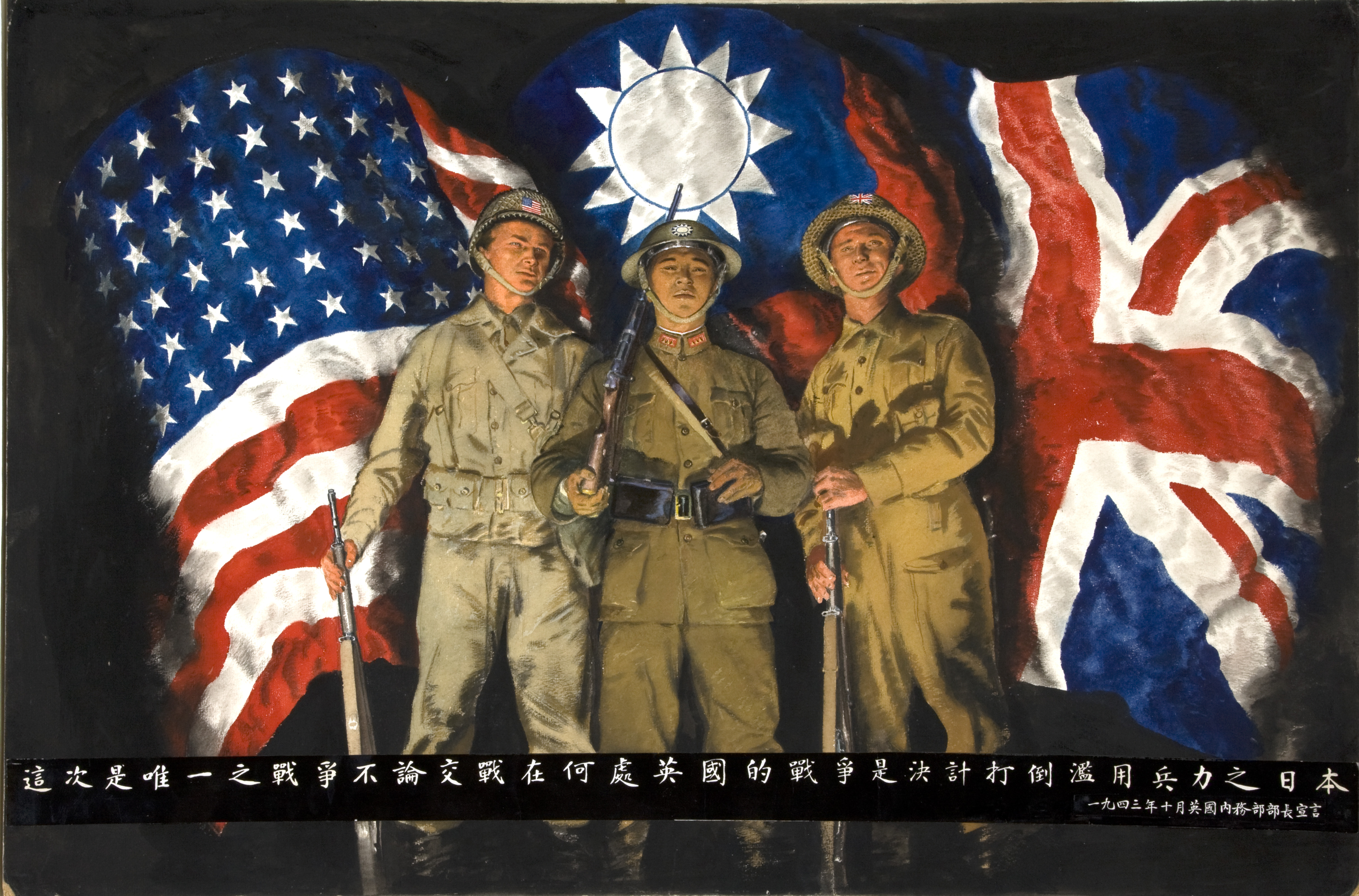
二戰中華民國及英美同盟海報

1927年，在国民革命军北伐中，国民政府收回汉口、九江的英租界。
1928年12月20日，隨著國民革命軍北伐幾近尾聲，英國外交承認中華民國國民政府。
中國抗日戰爭初期，中華民國曾多次向英國求助被拒，蔣中正委員長甚至親自向英國駐華大使卡爾表示，中華民國政府可以提供20萬人替英國保衛香港，依舊被英國拒絕。
1935年5月23日，建立大使級外交關係。兩國於首都倫敦與南京公使館升格為大使館，並互派大使。中華民國大使由原公使郭泰祺升任、英國大使由原公使賈德幹升任。
1938年10月，華南、華中相繼失陷，英國在華勢力範圍基本為日本控制；英國開始援華，直到1941年12月太平洋戰爭爆發，英國對華提供財政援助貨款共1,550萬英鎊，其中三分之二是1940年後提供，對華軍援微乎其微。
1943年1月11日，《中英平等新約》在中國重慶簽署，除香港外，英国放弃在中国的特殊权利。
1946年3月，英國在淡水紅毛城旁重新復館，作為英國領事館台灣分館的辦公地點，一直租用至1972年。
1947年5月9日，中英雙方聯合發表新聞，即將簽訂中英空中運輸協定:8351。5月16日，英國太平洋艦隊總司令鮑毅德率官兵130餘人訪問福州:8355。7月23日，《中英航空協定》在南京簽字:8388。
1949年5月25日，美國國務院機密檔案紀錄：提到一名英國外交部的助理秘書德寧以個人的名義表示：「萬一有中國亡命政府或中國流亡政府設在臺灣──其目前還不是中國的合法領土──英國政府很可能就在淡水設立一間領事館作為英國在中國的大使館辦公室。」並提到德寧認為：「任何設在臺灣的中國政府都會處於一個非常模糊不清的處境，並且會給世界各國的政府以及尤其是聯合國帶來難題。」

### 中華民國政府遷台後
1950年1月6日，英國承認中華人民共和國，暫派臨時代辦商討建交事宜，中華民國外交部發表聲明，對英斷絕邦交，撤回駐英大使:528。14日，外交部宣布關閉駐英國大使館。但英國於台北淡水設置的駐台北領事館（紅毛城）仍然維持其領務及商務功能。同年7月26日，英國外交部官員楊格發表書面聲明稱：「英國政府在法律上承認中共為中國之合法政府……台灣在法律上迄為日本領土，故無所謂台灣政府。日本投降後當時之中國政府，經其餘盟國之同意，取得台灣之臨時治理權，但仍須俟和約對其地位作最後之決定。」11月30日，英國在聯合國安全理事會上否決中共代表伍修權等提出之「美國侵略台灣案」。
1951年9月8日，英國簽署《舊金山和約》，該約規定日本放棄台灣與澎湖，而未明定其歸屬。1958年9月11日，八二三炮戰期間，英國外相勞埃表示，美國協防外島乃至使用戰術性核武顯然會有連鎖反應的危險，而中華民國自外島撤軍則可加強其國際地位。:227-236，266
1970年5月8日，新任英國駐淡水領事戴斐（Thomas Duffy）抵達臺灣履任:787，為最後一位正式派駐台灣的英國籍領事官。
1972年3月13日，英國與中華人民共和國正式建立大使級外交關係，撤離駐台北領事館，並將其交由澳洲駐中華民國大使館代理。1980年6月30日，中華民國政府正式收回紅毛城。:2911975年，英國鐵路工程師卜英騰（David Pointon）赴台參與十大建設鐵路電氣化的北迴線路段工程。卜氏後於1987年至1992年間出任英國貿易促進會（英國在台辦事處前身機構）台北辦事處主任，任內完成了英國駐台機構簽證、教育等機能的擴增。
1994年7月1日，英國外交部回應該國國會於4月所公布的《對華關係報告書》，提及英國重視在臺灣的經濟利益並支持台灣儘早加入關稅暨貿易總協定（GATT），但英國政府認知中華人民共和國的立場（其主張臺灣為中國一省，中華人民共和國為中國唯一合法政府），不可能與台灣有外交及政治關係，在此前題下，英國政府已給予駐英國台北代表處所有不具外交地位機構的合作與特權。對此，中華民國政府指英國的說法與現實不符。
1999年9月21日，臺灣發生大地震，英國派出六人搜救隊抵台救災。
2003年9月，歐洲議會和英國、法國、德國、義大利、西班牙等國會友台小組共同倡議籌組「馬可波羅俱樂部」（Marco Polo Club）。2004年11月，在倫敦舉辦成立典禮暨第1屆年會。
2009年6月，英國給予持中華民國護照之台灣旅客短期停留免簽證之優惠；2011年12月，英國提供打工渡假簽證給台灣青年，成為台灣第七個打工渡假協議國。
2012年7月，由倫敦數百家商店組成的「攝政街協會」為慶祝倫敦舉辦奧運，將206面參賽代表團旗幟懸掛於攝政街，中華民國國旗亦包含其中；但英國外交部遭中華人民共和國施壓，介入後將國旗撤下，改懸掛中華奧會旗幟。
2018年9月7日，英國《泰晤士報》刊登一篇以《與台灣團結，西方必須團結對抗中國台灣》為題的文章中指出，台灣是一個繁榮獨立的民主政體，面對著中國當局近年對台灣的打壓，西方國家不能袖手旁觀應該團結一起對抗中國，而非僅為美國單打獨鬥。
2018年9月20日，參加第二次世界大戰仁安羌戰役遭日軍圍困，後來獲中華民國國軍解救的英國退役上尉費茲派翠克（Gerald Fitzpatrick）舉行葬禮，按照其遺願，由中華民國國防部派在英國的4名進修軍官擔任覆旗官，在棺木上覆蓋中華民國國旗。當年救出費茲派翠克的遠征軍113團團長劉放吾的兒子劉偉民，與駐英國代表林永樂到場致哀，劉偉民代表前總統馬英九致悼詞。
2019年1月23日，就中國共產黨中央委員會總書記習近平在《告台灣同胞書》發表40周年紀念會上聲明以武力統一臺灣事，英國外交部主管聯合國及國協事務國務大臣艾哈邁德答覆議員質詢時表示，英國反對任何升高區域緊張情勢及阻礙和平解決議題的舉動，英方基於其對臺灣的長期立場，鼓勵兩岸進行建設性對話。
2019年3月17日，英國王儲查爾斯訪問聖露西亞並出席慶祝獨立40周年酒會，中華民國駐聖露西亞大使沈正宗也獲邀，與查爾斯寒暄介紹台灣。聖露西亞總理查士納向查爾斯表示，近年來台灣協助聖露西亞許多經濟及社會發展計畫，例如瓦諾拉國際機場整建案等，查爾斯聽到後特別向沈正宗表示，希望台灣能繼續堅定支持聖露西亞的發展。其後，查士納在Facebook公布查爾斯與沈正宗的合照。3月20日，查爾斯訪問聖文森，中華民國駐聖文森大使何震寰應邀出席查爾斯到訪的軍禮儀式以及植樹活動，並與查爾斯對話交流。同日稍後，查爾斯訪問聖克里斯多福，中華民國駐聖克里斯多福大使李志強應邀出席查爾斯到訪的歡迎酒會，並與查爾斯對話交流。
2019年10月16日，歐洲議會和德國、法國、英國等國會友台小組共同成立「福爾摩沙俱樂部」（Formosa Club），強化跨國支持台灣的力量。
2020年1月11日，中華民國總統與立委選舉結束後，英國外交大臣拉布發表聲明「今天在台灣舉行的總統及立委大選，見證了台灣民主的活躍。我向台灣人民就此次大選圓滿順利、向蔡英文博士及其政黨就其當選連任，表達祝賀之意。我希望兩岸之間能重啟對話，消弭雙方的不同，並建立海峽兩岸具建設性的關係。」
2020年4月1日，對於2019冠状病毒病疫情在全球擴散，中華民國總統蔡英文宣布捐贈1,000萬片口罩給疫情嚴重的國家。外交部指出，其中700萬片給英國與瑞士以及欧洲联盟成员国、300萬片給美國、100萬片給中華民國的邦交國。
2020年5月20日，中華民國總統蔡英文連任就職，英國上議院副議長羅根，以及下議院副議長伊凡斯表達祝賀。
2020年5月31日，英國《週日快報》引述知情官員表示，中國的2019冠状病毒病疫情應變爭議還未解決，又加上處置香港的手段與威脅台灣的行徑，都令英國越來越不滿。消息人士表示「如果我們最終承認台灣，並與其他國家一起軍事援助台灣，不要感到驚訝。」英國可能會在「5年內」正式承認台灣主權，但在採取這個「核選項」之前，還可以透過多種方式支持台灣。
2020年7月30日，前中華民國總統李登輝逝世，英國上議院副議長加登表示哀悼。
2021年4月2日，臺灣太魯閣號列車發生事故，造成重大傷亡，英國外交大臣拉布表示哀悼。
2021年10月6日，英國外交部對於中国人民解放军近期有大批軍機侵擾台灣的防空識別區表示無助區域和平穩定。英國外交大臣特拉斯日前受訪時也說，英國將尋求強化與熱愛自由民主政體的同盟關係，以挑戰惡意行為者與極權國家的影響力。其後，特拉斯亦表態支持並承諾聲援立陶宛與台灣發展關係。10月21日，英国国防大臣本·華萊士表示，中華人民共和國侵扰台湾防空识别区很危险，而且有可能引爆冲突。他同时呼吁中華人民共和國寻求一个和平的方式解决与台湾的分歧。
2022年1月26日，英國首相強森在國會回答議員的質詢時表示，「中國軍機近來出現在台灣周遭的行為，無助於該區域的和平與穩定。」「我們需要的是兩岸人民進行和平且具建設性的對話。」2月19日，強森在慕尼黑安全会议上表示，「如果讓烏克蘭陷入危險當中，這種衝擊將在全世界引發反響。這些反響將在東亞聽到、將在台灣聽到。人們會得出結論說，『侵略是有回報的』、『使用武力是有道理的』。」
2022年4月27日，英國外交大臣特拉斯發表外交政策演說，明確呼籲北約盟友必須確保台灣等民主政體的自我防衛能力，並點名中國必須遵守國際規則。
2022年8月3日，七大工業國組織外長與欧盟外交与安全政策高级代表針對美國聯邦眾議院議長裴洛西訪台的兩岸局勢發表聯合聲明，重申該組織維護台海和平穩定的立場，呼籲中國勿以武力片面改變現狀，同時提到各成員國的「一中政策」與「對台立場」沒有改變，並鼓勵各方保持暢通的溝通管道以防誤解發生。10日，英國外交大臣特拉斯召見中華人民共和國駐英國大使郑泽光，聲明「我指示官員召見中國大使，要求他就他的國家的行動做出解釋。我們看到北京近幾個月來的行動與言辭越來越咄咄逼人，這威脅到地區和平與穩定。」英國敦促中國通過和平方式解決分歧，而不是通過威脅或使用武力；中華人民共和國駐英國大使館則回應「中方堅決反對、強烈譴責英方涉台錯誤言論。」中國在台灣島周邊軍演是捍衛國家主權和領土完整的正當必要行動，合理合法。包括英國在內的任何國家都無權對此說三道四。
2022年9月8日，英國女王伊莉莎白二世逝世，中華民國總統府與外交部表示深切哀悼。駐英國代表謝武樵獲得邀請，在享有與各國弔唁元首、代表與王室成員同等待遇下，前往英國外交部轄管的蘭開斯特府，代表政府與人民完成簽名留言致唁，英國對此表達感謝。
2022年9月20日，英國首相特拉斯與日本首相岸田文雄在美國纽约舉行會談。特拉斯在會談中譴責中國最近的行動是「對台灣的挑釁」，這對日本的影響也很大，雙方就共同應對「中國的戰略性威脅」達成共識；25日，特拉斯接受有线电视新闻网（CNN）訪問，主持人問英國是否會與美國所說的一樣，在中國一旦入侵時在軍事上捍衛台灣，特拉斯回答「我們決心與盟國合作，確保台灣能夠自我防衛。」
2022年11月15日，英國首相蘇納克接受記者訪問，當被問及英國政府是否會對台灣提供武器，蘇納克回答「我們正在檢視所有政策，作為我們更新整合評估的一部分。我們對台灣的政策很明確，不允許單方面改變現狀，必須是和平解決。我們已經準備好支援台灣，對抗中國侵略。」
2023年3月28日，英國下議院議長首次與駐英國代表謝武樵會晤。
2023年4月5日，中華民國總統蔡英文過境美國洛杉磯，與聯邦眾議院議長麥卡錫舉行會面，引起解放軍在台灣周邊軍演。25日，英國外交大臣警告中國不要對台灣進行任何攻擊，如果北京未能履行其國際義務，可能會引發國內與全球動盪。台灣海峽的衝突將對世界供应链產生災難性影響，特別是先進半導體的供應鏈。
2023年8月30日，英國下議院外交事務委員會表示：「台灣已經是一個獨立國家，國名是中華民國。台灣擁有具國家地位的所有資格，包括常住人口、界定的领土、政府，以及與其他國家建立關係的能力，只是缺乏更廣泛的國際承認。」這是英國國會首度在官方文件上稱台灣是「獨立國家」。
2023年12月15日，英國國防大臣表示，航行自由是全球、國際普遍承認的自由，也涵蓋台灣海峽，以及其他全球各國普遍承認的公海水域。英國軍艦有權通過。
2024年1月13日，中華民國總統與立委選舉結束後，英國外交大臣卡麥隆發表聲明，祝賀民主進步黨總統候選人賴清德勝選，並表示大選是台灣充滿活力民主體制的明證，未來期待台海兩岸在「沒有武力威脅，或者動用武力或脅迫」的情況下，重新透過建設性對話和平解決分歧。下議院外交委員會主席克恩斯、工黨主管印太事務影子外交副大臣韋斯特亦表示祝賀。
2024年4月3日，臺灣東部發生大地震，英國外交大臣卡麥隆在X（原Twitter）發文表示哀悼，另表示英國隨時準備提供支援。
2024年5月14日，英國國防大臣夏博思再次表示「支持台灣海峽的航行自由」。
2024年10月14日，英国首相办公室發言人對於中國人民解放軍在臺灣周邊舉行軍演一事，表示英國立場一向是台灣海峽兩岸之間的爭議須透過兩岸人民建設性的對話和平解決，而非訴諸軍事。強調英國的立場沒有改變；外交部發言人亦關切中國在台灣周邊舉行的軍事演習，該演習加劇緊張情勢，且恐導致台海局勢出現危險升級。重申台海和平穩定明確符合英國利益，且對全球繁榮至關重要。英國不支持任何改變現狀的單方面企圖，呼籲克制並避免任何可能削弱和平穩定的進一步行動。

#### 七大工業國組織領袖會議關於兩岸議題
2021年6月、2022年6月、2023年5月、2024年6月、2025年6月，七大工業國組織分別在英國、德國、日本、義大利、加拿大召開領袖會議，會後發布的《聯合公報》皆強調台灣海峽和平穩定的重要性，呼籲以和平方式解決兩岸問題。

#### 關於中華民國參與國際組織以及臺海和平

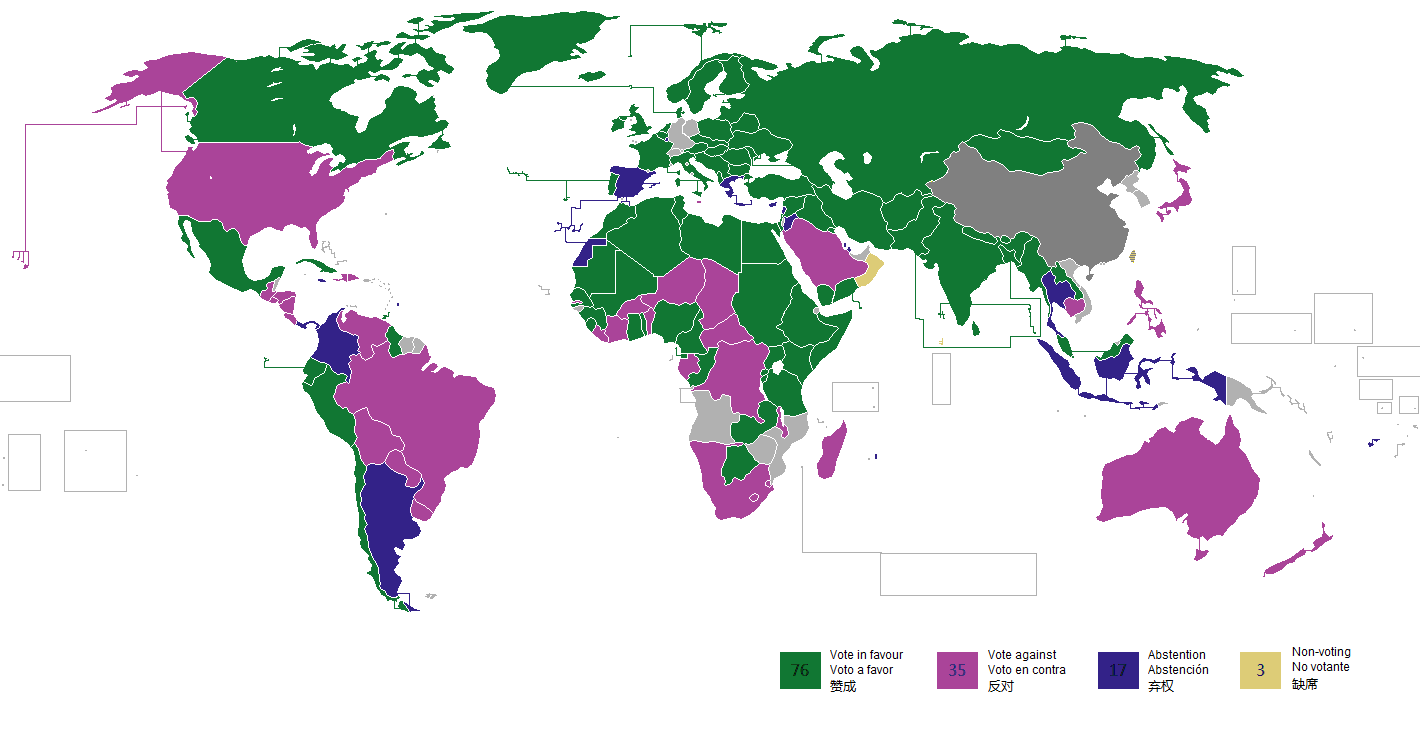
綠色國家表示在1971年的投票中反對中華民國續留聯合國，即《聯合國大會2758號決議》，其中包括英國。

1971年10月25日，英國與絕大多數歐洲國家支持中華人民共和國取得聯合國裡的「中國」席次。日後在東亞外交政策上以「一個中國」政策為基準，但英國支持台灣參與世界衛生大會（WHA）、國際民航組織（ICAO）與《聯合國氣候變遷綱要公約》（UNFCCC）以及推動台灣與歐洲聯盟簽訂《經濟合作協定》（ECA）。英國國會亦設置臺英國會小組（British-Taiwanese All-Party Parliamentary Group）負責英國與台灣建立工作聯繫，並推動相關合作計劃。
1994年7月，英國支持台灣儘早加入關稅暨貿易總協定（GATT）。
2007年9月，英國在聯合國大會中，對於中華民國以台灣名義申請加入聯合國案，發言表示台海問題應和平解決。
2008年1月，世界衛生組織（WHO）執行委員會在瑞士日內瓦舉行。中華民國的邦交國提出「要求世界衛生組織與尚未獲納入國際衛生條例2005之國家、地區及領土就國際衛生條例2005之執行建立直接溝通與聯繫」提案，中華人民共和國則另提出修正案，並以25國贊成、3國反對、5國棄權（包括英國）、1國缺席通過，中華民國的邦交國所提議案則不交付表決；9月，英國外交大臣米勒班代表首相布朗函覆英國國會台英國會小組共同主席溫特頓下議員，表示英國政府明確支持台灣實質參與組織章程允許且台灣有參與必要之專門性多邊機構，尤其強烈支持世界衛生組織憲章所揭櫫之原則—享有可達致之最高健康水準係全人類之基本權利.....英國政府歡迎台灣本年採務實策略推動聯合國案，認為此一作法符合台灣新政府就任以來台海兩岸正面與建設性之發展趨勢。
2009年5月，對於中華民國以中華台北名稱獲邀成為第62屆世界衛生大會觀察員，英國外交部國務大臣韋明浩於英國外交部網站發表歡迎聲明，強調臺灣有意義參與此全球衛生網絡的重要性，並期盼臺海兩岸繼續藉由直接對話化解歧見，以強化臺海穩定。
2018年11月，英國國會臺英國會小組共同主席伊凡斯下議員及羅根上議員發表聯合聲明，支持台灣參與國際刑警組織（INTERPOL）。何樂邦下議員則向英國政府提出書面質詢，內政部主管警政及消防業務國務大臣赫德函覆表示，英國政府一向認為臺灣在打擊組織犯罪等全球性議題可做出有意義貢獻，並已就台灣參與INTERPOL為觀察員與國際夥伴進行討論。外交部主管國協及聯合國事務國務大臣艾哈邁德函覆臺英國會小組榮譽會長史迪爾也表達相同立場。
2019年4月，英國衛生暨社會照護部國務大臣杜爾尼-普萊斯及外交部國務大臣菲爾德表示，英國將持續支持臺灣有意義參與不以國家為參與要件且可做出具體貢獻的國際組織，相信世界卫生大会（WHA）及世界衛生組織（WHO）技術性會議符合此等要件；英國在台辦事處亦表示，英國政府已向WHO表態支持臺灣以觀察員身分參加本年WHA，英國亦將繼續支持臺灣有意義參與WHA。同月15日，歐洲議會友台小組主席和英國、德國、法國等國會友台小組主席聯名致函WHO呼籲邀請台灣出席WHA。5月21日，英國衛生暨社會照護部國務大臣布萊克伍德在WHA以間接方式表達，全球化導致健康危機蔓延速度加快，將相關政府納入WHO更顯其重要，共享其處理全球健康安全議題寶貴經驗及專業。
2020年2月，對於2019冠状病毒病疫情在全球擴散，英國國會臺英國會小組共同主席羅根上議員與榮譽會長史迪爾聯名致函WHO幹事長谭德塞，促請更正WHO疫情報告中對台灣的不當稱呼與儘速讓台灣參與WHO。5月7日，在美國與日本領銜下，英國、法國、德國、加拿大、澳洲與紐西蘭駐日內瓦聯合國大使，向WHO對外關係執行主任艾里森與首席法律顧問索羅門（Steven Solomon）發出外交照會，敦促接納台灣成為WHA觀察員。6月4日，陳建仁以中華民國（臺灣）前副總統身分應英國下議院衛生委員會主席亨特的邀請，以視訊方式出席聽證會，分享台灣追蹤疫情的經驗，並強調台灣若能以觀察員身分參與WHO，將是台灣、WHO與國際社會的三贏局面。
2021年5月，七大工業國組織在英國倫敦召開外長會議，會後發布的《聯合公報》首次直接提到臺灣，表示「我們支持臺灣有意義參與WHO活動與WHA，國際社群要能從所有夥伴獲利，包括臺灣抗疫成果」、「我們強調臺海和平與穩定的重要性，鼓勵以和平方式解決兩岸問題」。
2022年5月，七大工業國組織在德國召開外長會議，會後發布的《聯合公報》強調台海和平穩定的重要性，鼓勵和平解決兩岸爭端，並支持台灣有意義參與WHA及WHO的技術會議。英國下議院外交委員會主席致函WHO幹事長譚德塞與英國衛生大臣，強力敦促依據G7與WHO會員國建議，恢復台灣在WHA的觀察員地位並邀請台灣出席第75屆大會。
2023年4月，七大工業國組織在日本召開外長會議，會後發布的《聯合公報》表示「我們重申台灣海峽和平穩定是國際社會安全與繁榮不可或缺的重要因素，敦促兩岸問題和平解決。G7成員在台灣問題上的基本立場（包括所表明的「一个中国」政策）並未改變。」對於台灣參與國際組織，則強調「我們支持台灣有意義地參與國際組織，包括WHA和WHO技術會議，國際社會應從所有夥伴的經驗中受益。」「如果國家性質並非必要條件，則做為正式成員參加；若國籍為必要條件，則以觀察員或來賓身分參與。」5月，英國衛生暨社會照護部國務大臣在WHA表示「我們仍相信WHO能越來越強大，但能夠匯集來自各地的專業知識仍是最重要的目標，在這個精神之下，台灣應該被容許成為WHA的觀察員，並在所有技術會議得到有意義的參與。」英國在台辦事處、澳洲辦事處、加拿大駐台北貿易辦事處、捷克經濟文化辦事處、德國在台協會、日本台灣交流協會、立陶宛貿易代表處、美國在台協會發佈聯合新聞稿，支持台灣有意義地參與WHO，並以觀察員身分參與WHA。
2024年4月，七大工業國組織在義大利召開外長會議，會後發布的《共同聲明》表示，台海和平穩定對國際社會的安全與繁榮不可或缺，呼籲兩岸議題必須用和平方式解決。G7成員支持台灣以觀察員、或來賓的身分，有意義參與非以國家身分為前提的國際組織，包括WHA與WHO技術會議。聲明另指出，G7成員對台灣的基本立場沒有改變，包括現行的「一中」政策。5月，英國在台辦事處、澳洲辦事處、加拿大駐台北貿易辦事處、捷克經濟文化辦事處、德國在台協會、日本台灣交流協會、立陶宛貿易代表處、美國在台協會發佈聯合新聞稿，支持台灣有意義地參與WHO，並以觀察員身分參與WHA。6月，G7在義大利召開領袖會議，會後發布的《聯合公報》重申此一立場。11月，英國下議院以「台灣的國際地位」（International Status of Taiwan）為題進行辦論，並無異議通過動議，否定北京扭曲詮釋《聯合國大會第2758號決議》為已解決台灣地位問題、台灣是中國的一部分，並據此阻撓台灣的國際參與。英國外交部印太事務政務次長亦表示，1971年《聯合國大會第2758號決議》未就台灣的政治地位作決定，該決議不應被用以排除台灣有意義參與聯合國或更廣泛的國際體系。
2025年3月，七大工業國組織在加拿大召開外長會議，會後發布的《聯合聲明》表示，G7成員強調維護台海和平穩定的重要性，鼓勵和平解決兩岸問題，並重申反對任何單方面透過武力或脅迫改變現狀的企圖，也支持台灣有意義參與適當的國際組織。在《關於海上安全與繁榮宣言》中，亦重申對台基本政策不變，強調台海和平穩定對國際安全與繁榮至關重要。與先前聲明不同的是，這次提到台灣時，未提及「一個中國」政策。5月，英國常駐聯合國代表曼利在WHA呼籲，允許台灣比照2009—2016年以觀察員身分參與大會，並進一步要求讓台灣有意義地參與WHO所有相關技術性會議。英國在台辦事處、澳洲辦事處、加拿大駐台北貿易辦事處、捷克經濟文化辦事處、德國在台協會、法國在台協會、日本台灣交流協會、立陶宛貿易代表處亦發佈聯合新聞稿，重申支持臺灣的參與。

#### 英國軍艦通過臺灣海峽
| 日期          | 種類           | 備註   |
| ------------- | -------------- | ------ |
| 2021年9月27日 | 里契蒙號巡防艦 | [ 93 ] |
| 2024年        | 史佩號巡邏艦   | [ 60 ] |
| 2025年6月18日 | 史佩號巡邏艦   | [ 94 ] |

#### 人員互訪（1992年至今）
僅列舉部分名單：
中華民國：總統夫人周美青、前總統李登輝、馬英九、蔡英文、前副總統連戰、國家安全會議秘書長陳唐山、國民大會議長錢復、司法院長翁岳生、賴浩敏、考試院長許水德、姚嘉文、中央研究院長李遠哲、廖俊智、中央銀行總裁彭淮南、財政部長顏慶章、林全、經濟部長王志剛、林義夫、法務部長陳定南、曾勇夫、教育部長杜正勝、蔣偉寧、文化部長、銓敘部長張哲琛、外交部政務次長高英茂、夏立言、沈呂巡、吳志中、國防部軍政副部長張良任、楊念祖、李喜明、衛生署長李明亮、邱文達、環境保護署長沈世宏、魏國彥、大陸委員會主任委員吳釗燮、賴幸媛、國家發展委員會主任委員管中閔、國家通訊傳播委員會主任委員蘇蘅、石世豪、國家科學委員會主任委員魏哲和、陳建仁、文化建設委員會主任委員林澄枝、陳其南、盛治仁、體育委員會主任委員戴遐齡、客家委員會主任委員李永得、公共工程委員會主任委員郭瑤琪、金融監督管理委員會主任委員龔照勝、胡勝正、曾銘宗、研究發展考核委員會主任委員林嘉誠、僑務委員會委員長祝基瀅、焦仁和、張富美、吳英毅、陳士魁、吳新興、新聞局長程建人、趙怡、調查局長王光宇、汪忠一、蔡清祥、行政院反恐怖行動管控辦公室主任郭臨伍、國立故宮博物院長杜正勝、財團法人海峽交流基金會董事長江丙坤、台北市長馬英九、郝龍斌、高雄市長陳菊、桃園市長鄭文燦、台灣團結聯盟主席蘇進強、國立交通大學校長張懋中。
2018年7月，中華民國立法院院長蘇嘉全率團訪問英國國會，並會見上議院議長佛勒男爵、上議院副議長暨首相對台貿易特使福克納勛爵、下議院第一副議長霍伊爾爵士、台英國會小組主席伊凡斯、台英國會小組榮譽會長史迪爾勛爵。
英國：前首相特拉斯、強森、不管部大臣夏普斯、交通部國務大臣潘寧、貿易暨工業部國務大臣威爾遜、莊翰生、國際貿易部國務大臣韓斯、商業企業暨法規改革部國務大臣托馬斯、商業創新暨技能部國務大臣葛霖、商業暨貿易部國務大臣艾禮遜、教育暨技能部國務大臣鄂東尼斯、數位文化媒體暨體育部國務大臣維濟、貿易暨投資署長貝爾德、外交大臣氣候變遷特別代表金恩、上議院副議長羅根、福克納、下議院副議長伊凡斯、下議院外交委員會主席蓋普、柯恩詩、下議院國防委員會主席史密斯、下議院貿工委員會主席歐尼爾、下議院歐洲事務監督委員會主席胡德、蘇格蘭議會議長史迪爾、蘇格蘭政府首席部長麥克里西、倫敦市長傅柏德、羅永成、爾雅、吳斐娜、茅飛、倫敦政治經濟學院長紀登斯、文化協會執行長戴維森（Martin Davidson）、世界國際法學會執委會主席史寧、歐洲復興開發銀行總裁。
1992年9月，甫卸任英國首相的柴契爾夫人抵台訪問，受到總統李登輝設宴款待。李登輝讚揚其為洞察國際情勢具有卓越領導能力的女中豪傑；1996年1月，柴契爾夫人再度抵台訪問會見總統李登輝，就兩岸關係與香港問題相互交換意見。
2014年10月，英國上議院議長杜淑珊女爵抵台訪問，會見總統馬英九及立法院長王金平，是首位訪台的英國國會上議院議長。
2015年1月，英國交通部內的國務大臣克雷默爵士率鐵道貿易訪問團拜會台北市長柯文哲並致贈一枚懷錶。柯文哲回答記者笑說，平常沒用錶，可轉送別人或「破銅爛鐵可以賣一些錢」，相關發言引發爭議。隔日，克雷默受訪時說，她知道因不了解台灣文化，給了錯誤禮物，但時間很寶貴，鐘錶在英國是很好的禮物，並進一步表示不了解這禮物對台灣來講有其他意涵，在這次行程中學到些新東西。而柯文哲也為這一事件表示道歉。

## 代表機構

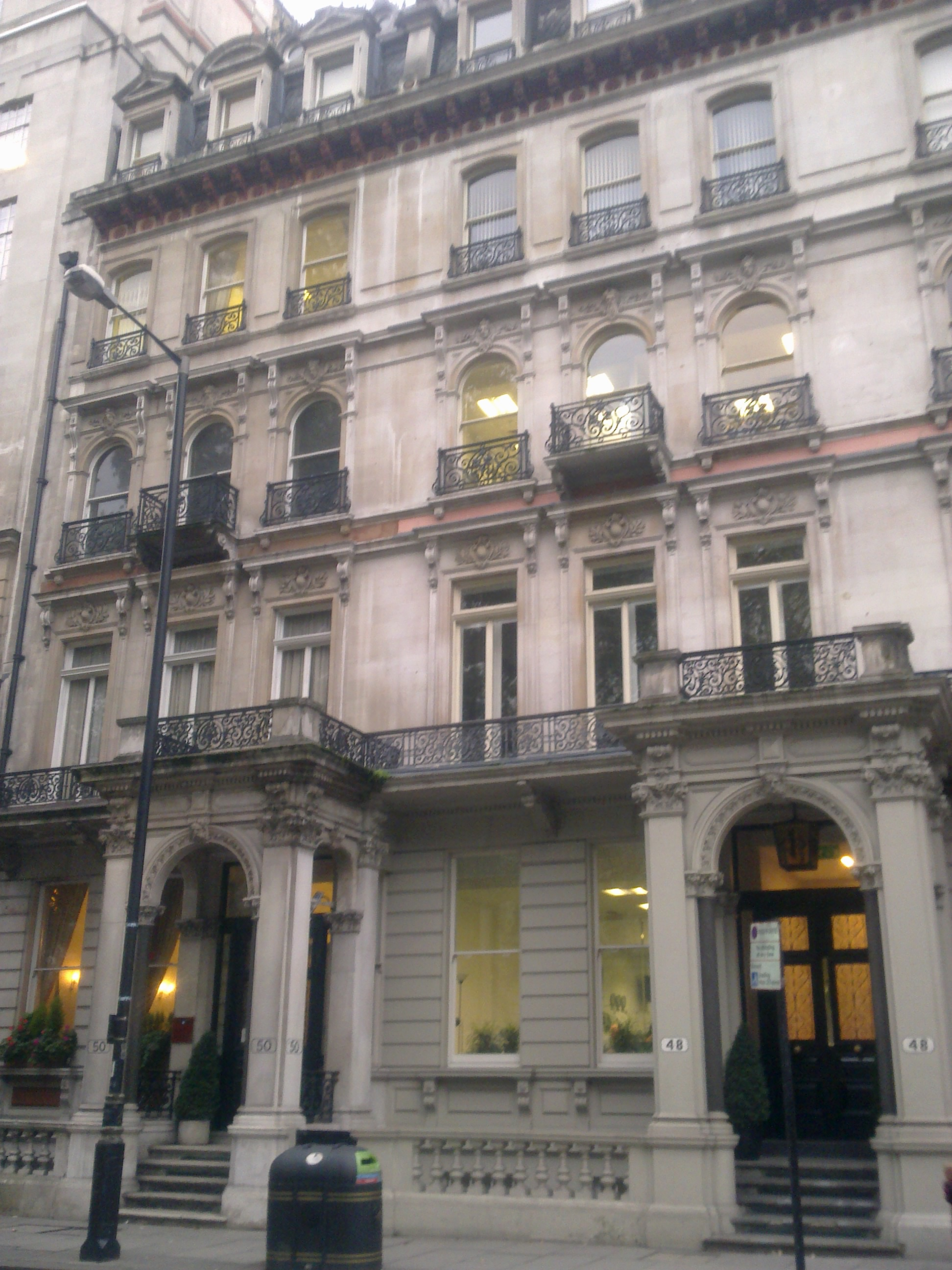
駐英國台北代表處

1950年6月，中華民國於英國首都倫敦設立具大使館功能的自由中國新聞處，以處理斷交後的雙邊關係。1963年9月，更名為自由中國中心（Free Chinese Centre）。1992年4月15日，再更名為駐英國臺北代表處（Taipei Representative Office in the U. K.）。1998年4月25日，另於蘇格蘭首府設立駐愛丁堡辦事處。
1976年2月，英國於其首都倫敦及中華民國首都台北設立英國貿易促進會（Anglo-Taiwan Trade Committee），以彌補撤離領事館後之職能。1989年6月，成立簽證組。1993年10月15日，英國貿易促進會及英國教育中心合併擴編為英國貿易文化辦事處（British Trade and Culture Office，BTCO）。2015年5月26日，辦事處在處長胡克定任內更名為英國在台辦事處（British Office Taipei）。

### 事件
2020年1月2日，中華民國空軍救護隊一架UH-60M黑鷹直升機在新北市烏來區失事墜毀，包括參謀總長沈一鳴上將等8人罹難。英國在台辦事處發文哀悼，表示「致上我們最深切的慰問之意，也祝福受傷者早日康復」；7月30日，前中華民國總統李登輝逝世，英國在台辦事處發文哀悼，英國外交部對李登輝的逝世感到哀痛，強調其對臺灣民主化過程扮演了重要的角色，帶領台灣從1980年代戒嚴過渡到1996年完全民主化，並稱「李博士對現今台灣人民能享有充滿活力的民主社會」有重大影響，值得受到讚揚。

## 經濟

### 背景
英國國際貿易部向來重視台灣市場，以參展、組團與邀訪等方式積極開拓，重點拓銷項目包括金融科技、可再生能源與離岸風力發電、融資、智慧城市、生技與醫藥、酒類、肉類產品等；台灣廠商則以參加英國各項國際商展、專業展覽或在英國設立據點等方式開拓英國市場。

### 貿易
中華民國對外貿易發展協會（外貿協會）於首都倫敦設立台灣貿易中心。經濟部國際貿易署亦在倫敦設立駐英國代表處經濟組。
| 年分 | 貿易總額      | 貿易總額 | 貿易總額 | 出口至英國    | 出口至英國 | 出口至英國 | 自英國進口    | 自英國進口 | 自英國進口 | 順逆差 |
| 年分 | 金額          | 年增減   | 排名     | 金額          | 年增減     | 排名       | 金額          | 年增減     | 排名       | 順逆差 |
| ---- | ------------- | -------- | -------- | ------------- | ---------- | ---------- | ------------- | ---------- | ---------- | ------ |
| 2017 | 5,701,219,318 | ▲3.9%    | 17       | 3,756,173,150 | ▲3.1%      | 13         | 1,945,046,168 | ▲5.5%      | 23         | 順差▲  |
| 2018 | 5,935,868,441 | ▲4.1%    | 17       | 3,858,185,409 | ▲2.7%      | 13         | 2,077,683,032 | ▲6.8%      | 22         | 順差▼  |
| 2019 | 5,597,523,118 | ▼5.7%    | 18       | 3,576,073,222 | ▼7.3%      | 13         | 2,021,449,896 | ▼2.7%      | 23         | 順差▼  |
| 2020 | 5,247,568,886 | ▼6.3%    | 17       | 3,344,374,191 | ▼6.5%      | 13         | 1,903,194,695 | ▼5.9%      | 25         | 順差▼  |
| 2021 | 6,524,746,061 | ▲24.3%   | 18       | 4,148,962,338 | ▲24.1%     | 15         | 2,375,783,723 | ▲24.8%     | 24         | 順差▲  |
| 2022 | 6,643,995,074 | ▲1.8%    | 21       | 4,051,000,802 | ▼2.4%      | 16         | 2,592,994,272 | ▲9.1%      | 24         | 順差▼  |
| 2023 | 6,355,935,462 | ▼4.3%    | 19       | 3,626,128,394 | ▼10.5%     | 16         | 2,729,807,068 | ▲5.3%      | 21         | 順差▼  |
| 2024 | 6,443,828,051 | ▲1.4%    | 20       | 3,654,885,283 | ▲0.8%      | 16         | 2,788,942,768 | ▲2.2%      | 23         | 順差▼  |

2023年的兩國貿易項目如下：
出口至英國的前10大項目為：電話機（包括智能手机），以及其他傳輸或接收聲音、圖像之有線或通訊器具；碟片、磁带、固態、與其他錄音或錄製之媒體；特定用途機器之零件與附件；自動資料處理機、磁性或光學閱讀機；鋼鐵製螺釘、螺栓、螺帽、螺旋鈎、車用螺釘、鉚釘、橫梢、開口梢、墊圈與類似製品；機動車輛所用之零件與附件；雷达器具、無線電導航器具與遙控器具；石油與提自瀝青礦物之油類（原油除外）、以石油或瀝青質礦物為基本成份之未列名製品、廢油；非動力之兩輪與其他腳踏車；機器腳踏車與腳踏車裝有輔助動力者、邊車等。
自英國進口的前10大項目為：未變性之乙醇以及烈酒、與其他含酒精成分之飲料；渦輪、螺旋槳推動用渦輪機與其他燃氣渦輪機；小客車與其他主要設計供載客之機動車輛；特殊物品，含進口未超過5萬新臺幣之小額報單與其他零星物品；醫藥製劑；離心分離機、液體或氣體過濾與淨化機具；內科、外科、牙科或兽医用儀器與用具；計量或檢查用儀器與器具、定型投影機；理化分析用儀器與器具、計量或檢查粘性、多孔性、膨脹性、表面张力與類似性能之儀器與器具，計量或檢查熱量、音量或光之儀器與器具、理化分析用切片機；製造半导体、集成电路與平面顯示器用之機器與器具、零件與附件等。
2023年，臺灣是英國非电动自行车、電動腳踏車以及腳踏車零配件第1大進口來源；機械與資料處理設備第14大進口來源、汽車零配件第5大出口對象、醫療器材第13大出口對象、英國威士忌第4大出口對象。

### 投資
根據中華民國經濟部投資審議司統計，截至2023年，臺商前往英國的總投資金額約32.96億美元，佔臺商對歐洲總投資金額約24.79%，排名第2，僅次於荷兰。投資件數計有235件，佔臺商對歐洲總投資排名第2，僅次於德国。在英國的投資以商業不動產為最大宗，電子資訊廠商以設立銷售據點為主，銷售據點亦多具有維修、倉儲、發貨的功能，大多數設立於人口較稠密的東南英格蘭地區，尤其是大倫敦區以及臨近的外圍城鎮，例如斯劳、米尔顿凯恩斯、赫默爾亨普斯特德等地。臺商包括華碩、長榮海運、聯發科技、友訊科技、微星科技、宏達國際電子、百德機械（QUASER Group），以及臺灣銀行、第一商業銀行、彰化商業銀行、華南商業銀行、永豐商業銀行、兆豐國際商業銀行等金融機構。
1995年11月，中華映管在英國蘇格蘭投資2億6,000萬英鎊設廠生產阴极射线管，為當地帶來3,300個工作機會，是英國史上最大單筆投資案。該廠第1期工程於1997年11月舉行開幕典禮，英國女王伊莉莎白二世及蘇格蘭事務大臣均應邀出席。
1998年，台灣廠商不受亞洲金融風暴影響，在英國有多筆投資案，其中宏碁集團所屬明基電通即於威爾斯投資4,000多萬美元，設廠生產監視器等電腦周邊設備產品。1998年7月，英國王儲查爾斯以晚宴歡迎宏碁集團董事長施振榮，肯定其在英國投資的貢獻。
根據中華民國經濟部投資審議司統計，截至2022年，英國前往臺灣的總投資金額約115.60億美元，佔歐商對臺灣總投資金額約17.04%，排名第2，僅次於荷蘭。投資件數計有1,378件，佔歐商對臺灣投資件數約22.81%，排名第1。投資類別為金融證劵、顧問管理、發電輸電配電機械、菸酒類等。英商包括渣打銀行、匯豐銀行、奧雅納、贝宜系统、帝亞吉歐、葛蘭素史克、國際航太集團（MB aerospace）等。臺灣也是英國在亚太地区最大的離岸風力發電技術輸出對象，已有超過20多家英國離岸風電業者在臺灣設立營運據點，其中部分業者亦將臺灣據點設為亞太地區營運總部。

### 組織
目前已成立英國臺灣商會、臺北英國商會。

### 會展
目前舉辦的有：臺英次长級經貿對話會議（2023年第26屆）、知识产权對話會議（2023年第12屆）、能源對話會議（2023年第5屆）、农业對話會議（2023年第6屆）、可再生能源圓桌論壇（2023年第18屆）、半导体對話會議（2023年）、經貿工作階層對話會議（2023年）、局長級工作階層會議（2022年）、智慧城市論壇等。

## 交流

### 教育
英國於1989年在臺灣成立英國教育中心（Anglo-Taiwan Education Centre），用以推展文教業務及提供台灣學生赴英國留學、進修等資訊服務，該中心於1993年與英國貿易促進會合併擴編為英國貿易文化辦事處，即今日的英國在台辦事處。
近年來，台灣留學英國的學生持續增加，包括就讀正規學校及短期進修在內，每年約20,000人，而英國也是台灣赴歐洲留學的首選。

### 文化
自2013年起，推動「臺灣文化光點計畫」，並與英國、愛丁堡大學、倫敦大學亞非學院、倫敦大學柏貝克學院、曼徹斯特華人當代藝術中心等機構合作推出系列文化活動，將臺灣文化推廣至英國社會；2014年起，舉辦「愛丁堡國際藝穗節－臺灣季」活動。

### 社運
2007年，台灣旅英僑學界人士在倫敦舉行支持台灣加入世界衛生組織、支持台灣加入聯合國等活動，英國國會台英國會小組共同主席福克納等議員到場支持。
2019年5月，英國外交部在Twitter發文表示，恭喜台灣成為同性婚姻合法化的亞洲首例，並感謝台灣同志人權鬥士林志杰（Jay Lin）讓台灣的下一代將會知道身為同志是可以的。

### 司法
1997年11月，1名台灣赴英國留學生在曼彻斯特大学遭搶劫遇刺身亡。12月，中華民國外交部常務次長歐鴻鍊召見英國貿易文化辦事處代表柯安龍表達關切，要求對台灣僑民與留學生提供安全保障。校方也將追贈其博士學位。

## 協定
| 日期           | 簽署 | 備註              |
| -------------- | --- | ----------------- |
| 1927年2月19日  | 《收回漢口英租界之協定》                                                                                  |                   |
| 1927年2月20日  | 《收回九江英租界之協定》                                                                                  |                   |
| 1928年12月20日 | 《中英關稅條約》                                                                                          |                   |
| 1929年10月31日 | 《收回鎮江英租界換文》                                                                                    |                   |
| 1930年4月8日   | 《中英外交官領事官等用品相互免稅辦法換文》                                                                |                   |
| 1930年4月18日  | 《中英交收威海衛專約》                                                                                    |                   |
| 1930年9月17日  | 《收回廈門英租界換文》                                                                                    |                   |
| 1930年9月19日  | 《解決中英庚款換文》                                                                                      |                   |
| 1935年4月9日   | 《中英會勘滇緬南段界務換文》                                                                              |                   |
| 1937年12月18日 | 《中英關於英國皇家航空公司飛往中國領土換文》                                                              |                   |
| 1939年1月24日  | 《中英關於開辦中國西南與緬甸通航換文》                                                                    |                   |
| 1940年3月15日  | 《中英續借劉公島房屋便利換文》                                                                            |                   |
| 1940年6月11日  | 《中英關於天津存銀問題換文》                                                                              |                   |
| 1941年6月18日  | 《中英滇緬南段界務換文（附共同開發爐房礦產換文）》                                                        |                   |
| 1943年1月11日  | 《中英關於取消英國在華治外法權及其有關特權條約》                                                          |                   |
| 1944年5月2日   | 《中英財政援助協定》 《中英租借協定》                                                                     |                   |
| 1945年7月7日   | 《中英關於駐在彼此領土內之軍隊人員管轄權問題換文》                                                        |                   |
| 1947年7月23日  | 《中華民國政府與大不列顛及北愛爾蘭聯合王國政府間空中運輸協定》                                            |                   |
| 1948年1月12日  | 《中英關於中國海關與香港政府間關務協定之換文》                                                            | [ 註 7 ]          |
| 1948年5月18日  | 《中英移交艦艇換文》                                                                                      |                   |
| 1991年6月7日   | 《中華民國經濟部商品檢驗局與英國標準協會品保部間協議書》                                                  | [ 註 8 ]          |
| 1991年8月22日  | 《（中華民國台北）國家科學委員會與英國皇家協會科學合作備忘錄》                                            | [ 註 9 ]          |
| 2000年3月20日  | 《駐英國台北代表處與駐台北英國貿易文化辦事處智慧財產權相互承認合作辦法》                                  | 以下簡稱台英      |
| 2000年         | 《台北國家科學委員會與英國人文社會科學院合作備忘錄》                                                      | [ 148 ]           |
| 2001年9月25日  | 《台英教育文化協定》                                                                                      | [ 註 10 ]         |
| 2002年3月7日   | 《台北國家科學委員會與英國倫敦工程及物理科學研究委員會合作備忘錄》                                        |                   |
| 2002年4月8日   | 《臺英避免所得稅及財產交易所得稅雙重課稅及防杜逃稅協定 》                                                 | [ 註 11 ]         |
| 2007年1月16日  | 《臺灣與英國跨業金融監理相互合作瞭解備忘錄》                                                              |                   |
| 2009年11月12日 | 《台英航空服務營運協定》                                                                                  | [ 112 ]           |
| 2010年         | 《台北國家科學委員會與英國生物技術暨生物科學研究委員會合作備忘錄》                                        | [ 148 ]           |
| 2013年6月21日  | 《倫敦大學亞非學院臺灣研究計畫合作瞭解備忘錄（2012－2015）》 《臺灣文化光點計畫合作備忘錄》               | [ 註 12 ] [ 151 ] |
| 2013年9月13日  | 《臺英智慧財產權合作瞭解備忘錄》                                                                          |                   |
| 2014年5月      | 《臺英核能產業合作備忘錄》 《臺英經貿交流合作備忘錄》 《臺英開放資料合作備忘錄》                          | [ 111 ]           |
| 2015年5月22日  | 《臺灣劍橋大學獎學金備忘錄》                                                                              | [ 註 13 ]         |
| 2015年10月30日 | 《臺英科技合作備忘錄》                                                                                    | [ 註 14 ]         |
| 2016年3月31日  | 《臺灣牛津大學研究生獎學金契約》                                                                          | [ 114 ]           |
| 2016年4月15日  | 《臺灣司法主管機關與大不列顛暨北愛爾蘭聯合王國主管機關間移交受刑人協議》                                  |                   |
| 2017年2月22日  | 《臺北市與格林威治皇家自治市智慧城市合作備忘錄》 《臺北市與智慧城市合作備忘錄》                           | [ 152 ]           |
| 2017年9月27日  | 《台灣阿里山森林鐵路與英國威爾普蘭菲爾鐵路合作意向書》                                                    | [ 註 15 ]         |
| 2017年12月2日  | 《台英專利程序上生物材料寄存相互合作瞭解備忘錄》                                                          | [ 154 ]           |
| 2018年12月3日  | 《國防醫學院與倫敦帝國科學、工程暨醫學院合作備忘錄》 《三軍總醫院與倫敦帝國科學、工程暨醫學院合作備忘錄》 | [ 155 ]           |
| 2019年12月6日  | 《臺英有關飛航事故調查合作之瞭解備忘錄》                                                                  | [ 註 16 ]         |
| 2020年11月2日  | 《臺英化合物半导体產業群聚會議暨合作備忘錄》                                                              | [ 註 17 ]         |
| 2021年1月28日  | 《臺英农业合作備忘錄》                                                                                    | [ 140 ]           |
| 2021年3月30日  | 《臺英自動交換金融帳戶資訊以增進國際稅務遵循協議》                                                        | [ 140 ]           |
| 2022年11月9日  | 《臺英創新研究發展合作備忘錄》                                                                            | [ 140 ]           |
| 2023年7月7日   | 《臺英醫衛合作瞭解備忘錄》                                                                                | [ 註 18 ]         |
| 2023年11月8日  | 《臺英提升貿易伙伴關係協議》（ETP）                                                                       | [ 註 19 ]         |
| 2024年5月22日  | 《臺英有機產品相互承認瞭解備忘錄 》                                                                       | [ 註 20 ]         |
| 2025年6月30日  | 《臺英ETP數位貿易協議》 《臺英ETP能源與淨零排放協議》 《臺英ETP投資協議》                                 | [ 159 ]           |

## 簽證

持中華民國護照的中華民國國民簽證要求分布圖：入境英國可以免簽證。

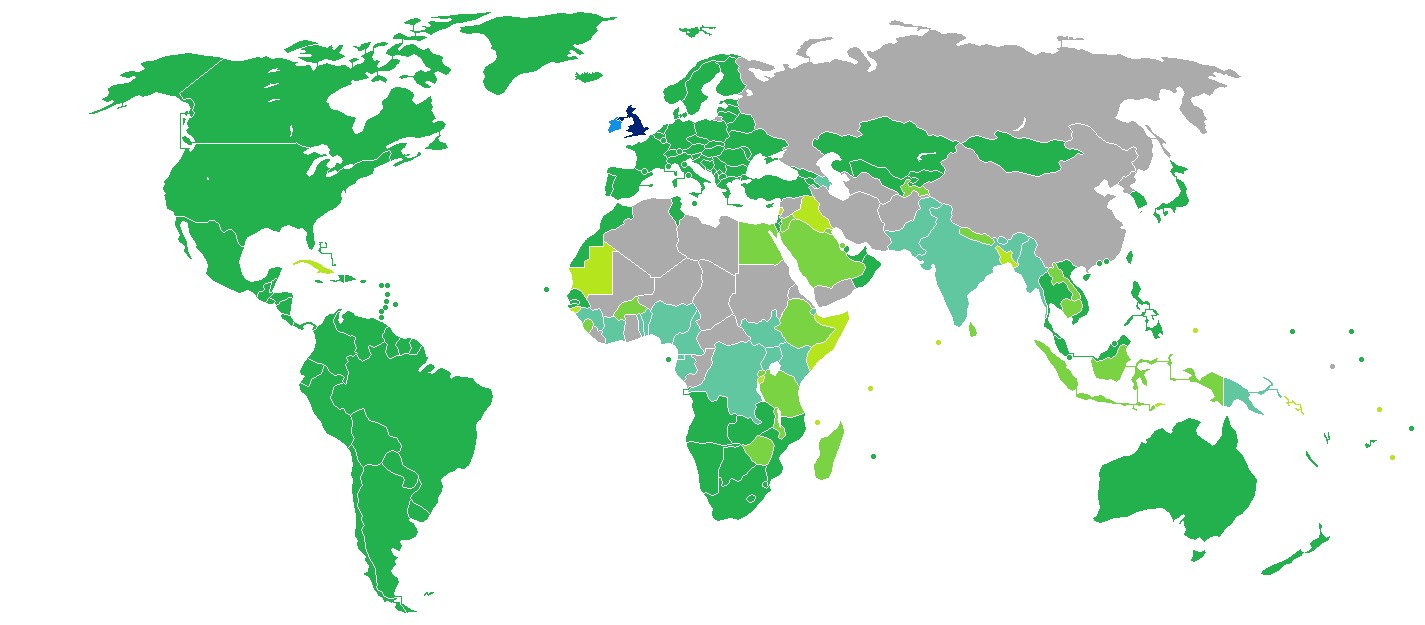
持英國護照之英國國民簽證要求分布圖：入境中華民國可以免簽證。

英國給予持有載明身分證字號的中華民國護照之中華民國國民可以免簽證入境，每12個月內總計可停留6個月，入境前須申請「電子旅行憑證」（ETA）。經英國轉機，亦無需簽證。
英國國民持有英國護照者也可以免簽證的方式入境中華民國，停留最多90天，可申請再延期90天。
此外，雙邊每年皆提供特定名額的18－30歲青年度假打工簽證（台灣提供英國為期1年，英國則提供台灣為期2年，皆必須未曾取得此種簽證）。

## 交通

### 航空

#### 客運
兩國有直航班機，雙邊航班往來的城市如下（截至2023年7月17日）：
| 中華民國 | 英国                                     |
| -------- | ---------------------------------------- |
| 臺北     | 倫敦（中華航空）（長榮航空中途停靠曼谷） |

##### 事件
英國在2016年將臺灣納入登記旅客快速通關計畫（Registered Traveller Service, RTS）適用區後，成為會員者，入境英國可使用英國及歐盟成員國護照持有人查驗櫃檯；持有晶片護照則可使用ePassport通道，以及免填入境表格等便利待遇。

### 駕車
中華民國與英國實施免試互換駕駛執照，依規定成為英國住民12個月以上者，於5年內可向英國運輸部駕照暨行照監理局（DVLA）申請換發英國駕駛執照。居留12個月以內與在英國停留185天以內之短期訪客，持中華民國國際駕駛執照即可在英國駕車1年，使用國際駕照時，必須同時出示中華民國汽車駕駛執照；持許可停留或居留證明文件的英國駕照持有者亦可向中華民國交通部公路局申請換發汽車駕駛執照，效期6年，屆滿可申請換發新駕照，如取得外僑永久居留證者可持駕照駕車至年滿75歲止。

## 外部連結
| - 中華民國外交部－大不列顛暨北愛爾蘭聯合王國簡介 （页面存档备份，存于） - 駐英國台北代表處（Facebook、Twitter、僑務組、科技組） - 駐愛丁堡辦事處（Facebook） - 外交部領事事務局－國外旅遊警示分級表 - 中華民國衛生福利部－國際旅遊疫情建議等級 - 中華民國國際經濟合作協會 （页面存档备份，存于） - 倫敦台灣貿易中心（Facebook、LinkedIn） - 英國臺灣商會的Facebook專頁 - 英國臺灣同學會的Facebook專頁 | - 英國外交暨國協事務部－台灣簡介 - 英國在台辦事處（Facebook、Twitter、Flickr） - 英國簽證中心（台灣威孚公司） - 臺灣英國文化協會（Facebook、YouTube、Flickr） - 臺北英國商會（Facebook、Twitter、Instagram、LinkedIn） |